# Camponotus gouldianus
Camponotus gouldianus är en myrart som beskrevs av Auguste-Henri Forel 1922. Camponotus gouldianus ingår i släktet hästmyror, och familjen myror. Inga underarter finns listade.